# Ralf Hütter
Ralf Hütter (født 20. august 1946 i Krefeld, Tyskland) er en tysk musiker og komponist, bedst kendt som forsanger og keyboardspiller samt et af de originale medlemmer af den tyske synthpop-gruppe Kraftwerk. Efter Florian Schneider forlod Kraftwerk i 2008, har Hütter været det eneste oprindelige medlem af gruppen.
Ralf Hütter mødte Florian Schneider, da han studerede improvisation ved Robert Schumann Hochschule.